# 活動銀河

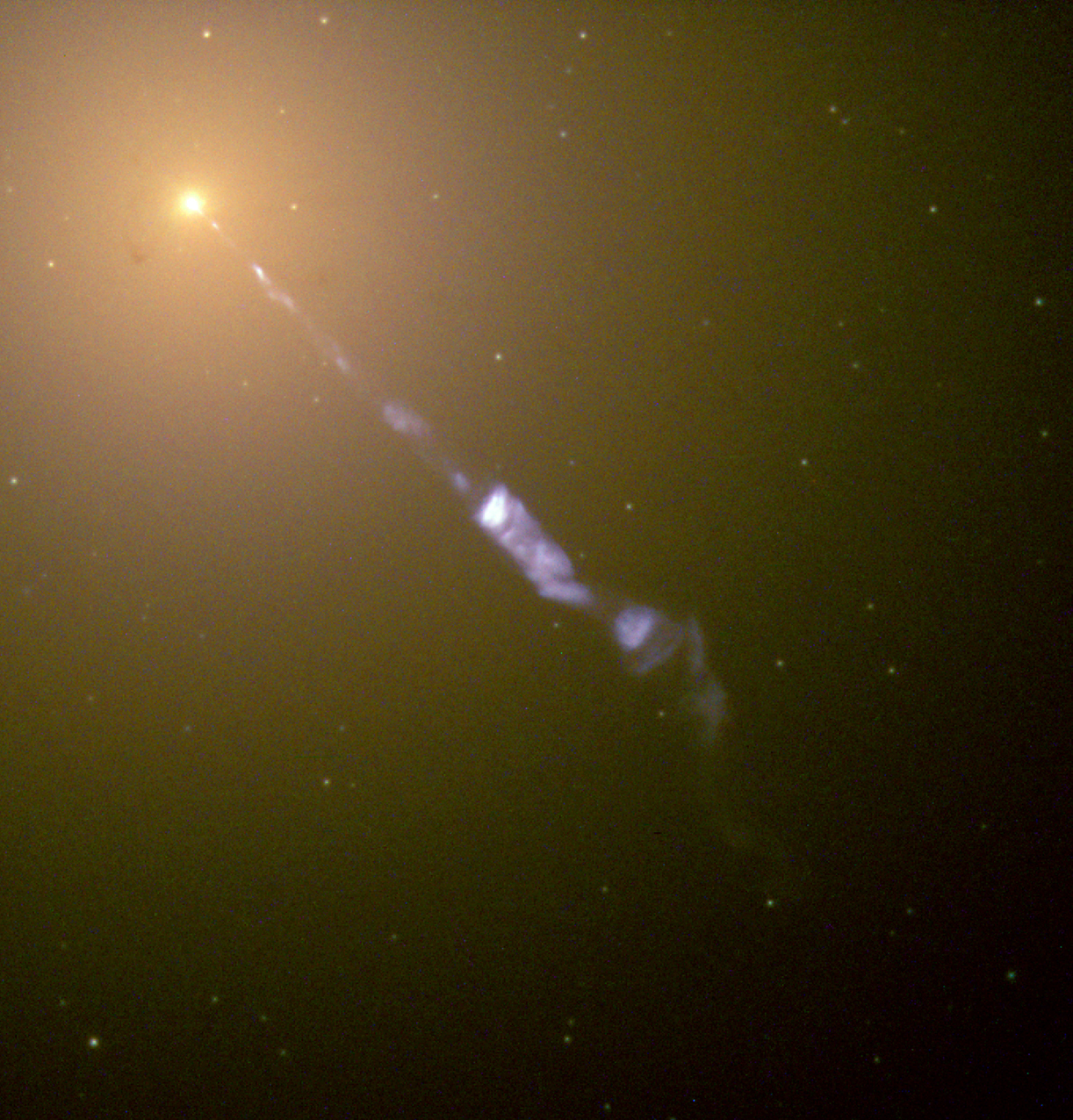
活動銀河 M87（画面左上の黄色の天体）から5000光年の長さにわたるジェットが放出されている様子。光速近くまで加速された電子が青白い光を放ちながら放出されている。

活動銀河（かつどうぎんが、英: active galaxy）は、星、星間塵、星間ガスといった通常の銀河の構成要素とは別の部分からエネルギーの大半が放出されている特殊な銀河。このエネルギーは、活動銀河の種類によって若干異なるが、電波、赤外線、紫外線、X線、γ線など、電磁波のほぼすべての波長域で放出されている。このエネルギーの大半を、銀河の中心1%程度のコンパクトな領域から放出しており、この部分を活動銀河核（英: active galactic nucleus）と呼ぶ。

## 概要
活動銀河核からは、加速された物質が時として相対論的に長い距離にわたって放出されている宇宙ジェットとして観測される。一方、電波銀河や電波を放出するクエーサーのように構造に広がりを持ったものもある。クエーサーは永らくそのエネルギー源についての論争が続いていたが、現在はこのような活動銀河核の1種と考えられている。

## 理論的モデル
活動銀河の標準的な理論的モデルは、銀河中心にある106 - 109太陽質量の大質量ブラックホールに向かって物質が落ち込むことによってエネルギーが放出される、というものである。物質がブラックホールに落下する時、物質はブラックホールの周囲を公転する角運動量を持つために、ブラックホールの近傍で降着円盤と呼ばれる扁平な円盤を形作る。降着円盤内のガスの摩擦熱によって、落下するガスは電離してプラズマとなる。このため、電離したガスが回転することで強力な磁場が作られる。降着円盤からはジェットの放出がしばしば観測されるが、宇宙ジェットの形成のメカニズムはあまりよく分かっていない。この降着円盤は、質量を非常に効率よくエネルギーに変換する「エンジン」であり、物質が持つ全質量の約50%をエネルギーに変換できる。これは核融合が数%であるのに比べて非常に効率的である。
このような活動が起こせるのは、活動銀河核の周囲に十分な量の物質があるためである。したがって、ブラックホールが周囲のガスや塵を全て「食べ尽くす」と、活動銀河核は膨大なエネルギー放出をやめて通常の銀河になると考えられている。この仮説は、我々の銀河系や他の近傍銀河の中心に「平穏な」大質量ブラックホールが見つかっていることからも妥当な説であると思われる。
さらに、あすかのX線による観測で、全天で観測される銀河の1/3にもおよぶ低電離輝線銀河の低電離中心核輝線領域（ライナー核と呼ばれる）の一部も、暗いながらもブラックホールに起因する活動銀河核であることがわかった。これは周囲の物質を「食べ尽くし」てしまった結果と考えると活動銀河核が暗いことがうまく説明できる。
現在観測される近傍の活動銀河の詳細の解明により、遠方のクエーサーについても同様の構造による同種の活動銀河であるとの認識がされるようになった。なぜクエーサーが初期宇宙にのみたくさん存在するのかについても、初期宇宙の方が現在よりもたくさんの「燃料」があったため銀河の活動性が高かった、と考えればうまく説明がつく。

## 活動銀河の種類
活動銀河核は、
1. 電波の強弱
2. 中心核から放射されるエネルギーの強度（光度）
3. 高速運動するプラズマの有無、セイファート銀河を1型と2型に分類する

によって分類できる。活動銀河核の主な種類としては、セイファート銀河、クエーサー、ブレーザーがあるが、これらは同じ機構の活動銀河の見かけ上の分類としてスキームの統一が進められている。
- 電波銀河
  - クエーサー
    - ブレーザー - 円盤の軸がたまたま地球を向いているためよく観察されている。
    - とかげ座BL型天体英: BL Lac object - 活動的でないと考えられるクエーサー。かつては活動的だったが周囲の物質が少なくなり活動的でなくなったと考えられている。現在は重いブラックホールから明るいジェットが噴き出し、円盤からの放射はほとんど見られない[5]。
    - 均一スペクトル電波クエーサー(英: flat-spectrum radio quasar, FSRQ) - 明るく輝く降着円盤があり、電波スペクトルが均一に観測される。変光周期が短いためブラックホールは小さいとみられる。宇宙の初期にはこうした活動銀河が多かったと考えられている[6]。
- セイファート銀河 - 活動銀河の代表的なもの。
  - 1型 - スペクトルに広い輝線と狭い輝線の両方を持つもの
  - 2型 - スペクトルに狭い輝線しか持たないもの
- 低光度活動銀河核
  - ライナー(低電離銀河中心核電離ガス領域)[7]

### 電波銀河
電波銀河は電波を放出する様々な銀河の総称である。普通の銀河に比べて、100万倍ほどの強い電波を出している。電波銀河のほとんどは対称的なローブとよばれるプラズマの雲を持ち、ここから電波の大部分を放出している。また、直接中心核から出てローブに向かって伸びる1本または複数本のジェットを持つものもある（最も有名な例はおとめ座銀河団にある巨大銀河M87である）。このジェットはローブの電波放出のエネルギー源となっている高エネルギー粒子のビームが可視光で見えているものと考えられている。電波銀河が放出する電波はシンクロトロン放射である。これは、電波を出しているローブやジェットが相対論的速度に加速された電子からなっており、内部に磁場が存在することを示している。通常の銀河系の2000個に1個ぐらいが電波銀河である。また、電波銀河からは、一対のジェットが出ている。電波銀河の多くは、楕円銀河にある。
活動銀河の二種類のタイプは統一モデル(英: Unified Model)によって統一的に理解されている。このモデルでは、これら様々なタイプの活動銀河は実際には同じ天体であるものが、地球から観測する際の向き（真正面か真横か）や相対論的ビームの有無や塵による吸収の効果によって違った様子に観測されていると解釈されている。現在では、セイファート銀河、電波銀河、クエーサー、ブレーザーは活動銀河のモデルのどちらかであると解釈されている。

#### ブレーザー
ブレーザーは、活動銀河核から吹き出る宇宙ジェットを進行方向に真正面から見ている天体である。強いX線や、ガンマ線が多量に放出されている。こうしたブレーザーは、他のいろいろな方向を向いている活動銀河に比べて相対的に少なくなるため、クエーサーよりも珍しい銀河となる。

### セイファート銀河
古くから知られている活動銀河。スペクトルの観察から、1型と2型に分類されていたが、これは降着円盤の更に外側にトーラス状に物質が取り囲んでいるとすれば、中心から発せられた輝線がこのトーラスで吸収・再放射されて変化しているとの説明ができ、1型と2型は単に観察側からのトーラスの向きの差異であると理解されるようになった。

### 低光度活動銀河核
とかげ座BL型天体よりもさらに暗い活動銀河核（ライナー）である。天の川銀河も低光度活動銀河核である。中心の超大質量ブラックホールが吸い込むガスが少なく、セイファート銀河の約100分の1以下である。燃料切れの活動銀河核である。銀河の、約3分の1以上が低光度活動銀河核を持っている。近年、FSRQのデータとあわせて時代分布を調べたところ、56億年前ごろからFSRQの数が減り、とかげ座BL型天体は増えていったことがわかったという。かつて小さい銀河同士がひんぱんに衝突し大きな銀河へと成長していった時代は、ガスが銀河中心部に流れこみやすくガスの降着円盤が明るく輝くFSRQが多かったが、やがて銀河同士の衝突が少なくなりガスの供給は減る一方で、ガスを取り込むブラックホールは質量が大きく自転が速まり、蓄えられたエネルギーがパワフルなジェットを生み出し、とかげ座BL型天体やライナーとして観測されている、と研究チームでは見ている。

## 有名な活動銀河
- クエーサー（3C 273） - 超遠方の活動銀河で光学ジェットをもつ。
- 巨大楕円銀河（M87） - 電波銀河で光学ジェットをもち、ガス円盤も発見された。
- 楕円銀河（NGC 4261） - 電波ジェットをもち、ガス円盤も発見された。
- メガメーザー（NGC　4258/M106） - 強力なメーザー放射をしている。約4000万太陽質量のブラックホールをもつ。
- セイファート銀河（MCG-6-30-15） - 相対論的な効果を受けた非対称鉄輝線が発見された。